# Rauhaut-Dornhai
Der Rauhaut-Dornhai (Cirrhigaleus asper) ist eine der drei Arten der Gattung Cirrhigaleus innerhalb der Dornhaie (Squalidae). Das Verbreitungsgebiet dieser Art umfasst mehrere voneinander getrennte Gebiete im westlichen Indischen Ozean vor der Küste Afrikas, im Zentralpazifik sowie im Golf von Mexiko und vor der südbrasilianischen Küste.

## Aussehen und Merkmale
Der Rauhaut-Dornhai ist ein mittelgroßer Hai mit einer bekannten Maximallänge von 118 Zentimetern. Er hat einen gedrungenen Körper mit einem breiten, flachen Kopf. Auffällig sind die beiden kurzen Barteln die an den Nasenlöchern beginnen und bis zum Maul reichen.
Er hat eine graubraune Rückenfärbung und einen weißen Bauch, die Haut ist im Vergleich zu anderen Haien sehr derb. Die Hinterränder aller Flossen sind weiß ohne weitere Zeichnung. Verwechslungen können nur mit dem Mandarinschnauz-Dornhai (C. barbatus) und dem Südlicher Mandarinschnauz-Dornhai (C. australis) vorkommen, die jedoch deutlich längere Barten besitzen und vor allem vor den Küsten Neuseelands, Ostaustraliens und Südjapans vorkommen.
Er besitzt keine Afterflosse und zwei Rückenflossen mit den ordnungstypischen Stacheln vor den Rückenflossen. Die erste Rückenflosse beginnt hinter dem Ende der Brustflossen und ist etwas größer als die zweite Rückenflosse. Die Brustflossen sind groß und breit dreieckig. Wie alle Arten der Ordnung besitzen die Tiere fünf Kiemenspalten und haben ein Spritzloch hinter dem Auge.

## Verbreitung

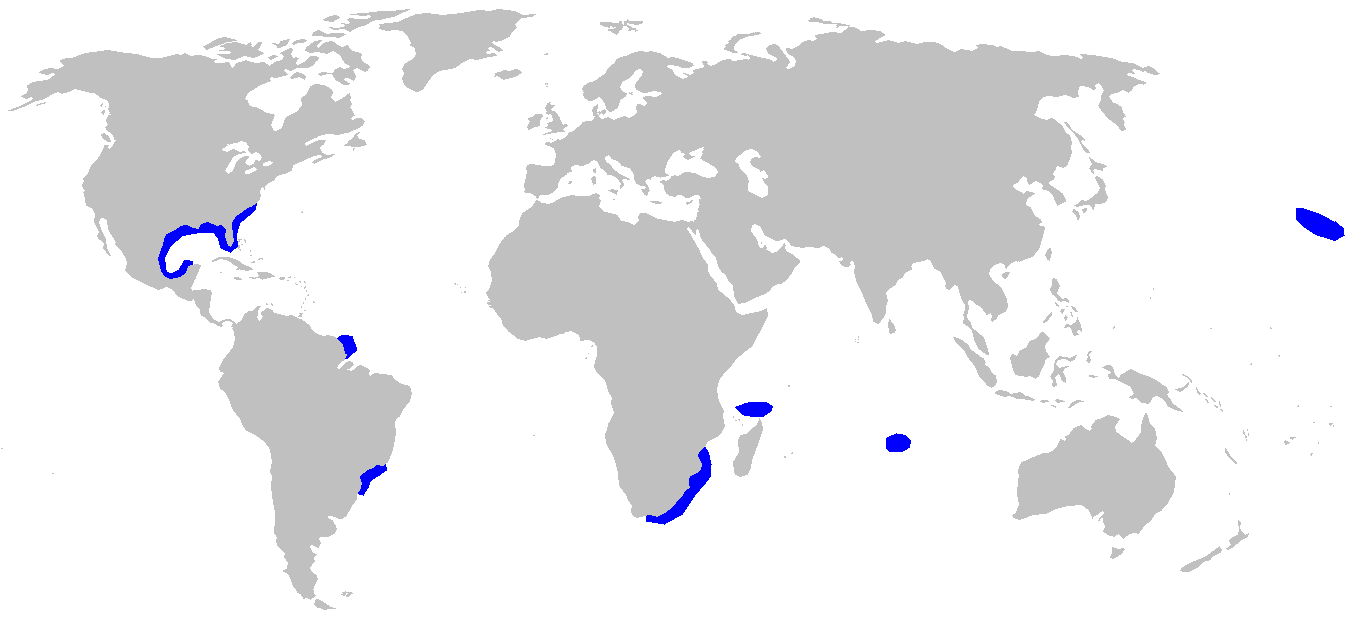
Verbreitungsgebiete des Rauhaut-Dornhais (C. asper)

Das Verbreitungsgebiet dieser Art umfasst mehrere voneinander getrennte Gebiete im westlichen Indischen Ozean vor der Küste Afrikas, im Zentralpazifik sowie im Golf von Mexiko und vor der südbrasilianischen Küste.

## Lebensweise
Der Rauhaut-Dornhai lebt in Küstennähe über dem Kontinentalschelf und kommt in Tiefen von 70 bis 600 Metern vor. Dabei lebt er wahrscheinlich vor allem in Bodennähe oder direkt am Meeresboden. Selten wird er in Buchten und Flussmündungen entdeckt. Er ernährt sich von kleinen Knochenfischen und Weichtieren wie Tintenfischen und es wird angenommen, dass die Barteln Chemorezeptoren zum Aufspüren von Beutetieren enthalten. Für den Menschen ist er ungefährlich.
Er ist wie andere Arten der Ordnung lebendgebärend, wobei das Muttertier 18 bis 22 Junghaie zur Welt bringt. Die Geschlechtsreife erlangen die Haie mit einer Länge von 85 bis 110 Zentimeter.

## Gefährdung
Der Rauhaut-Dornhai ist in der Roten Liste der IUCN als „data deficient“ aufgenommen, es liegen also zu wenig Daten für eine Gefährdungseinschätzung vor. Er wird nicht kommerziell befischt und wird entsprechend nur als Beifang gefangen.

## Belege
1. ↑  Cirrhigaleus asper in der Roten Liste gefährdeter Arten der IUCN 2008. Eingestellt von: Herndon, A.P. & Burgess, G.H., 2006. Abgerufen am 8. November 2008.